# Књижевни сусрети на Козари
Књижевни сусрети на Козари као једна од највећих и најстаријих књижевних манифестација у Републици Српској и Босни и Херцеговини одржани први пут на Мраковици од 21. до 28. јула 1964. године, под називом Скуп младих писаца Босне и Херцеговине „Козара 64”. Током постојања Сусрети су мењали називе и организаторе, али су се главни програми увек одржавали на Козари и у Приједору.
Због ратних дешавања у БиХ, дошло је до паузе од 1992. до 2001. године. Од 2001. године, извршни организатор и покровитељ Књижевних сусрета на Козари је Град Приједор.

## Историјат
На иницијативу Општинског комитета Савеза омладине Приједор, од чланова литерарних секција приједорских средњих школа, у фебруару 1964. године, основан је Клуб младих писаца „Петар Кочић” Приједор. Својим личним ангажовањем чланови Клуба су исте године организовали су Скуп младих писаца Босне и Херцеговине, поводом 27. јула, дана устанка у БиХ, који је одржан у шаторском насељу на Мраковици. У организацију првих Сусрета, Клуб младих писаца „Петар Кочић“ је имао највећу подршку од ОК СО Приједор, а већ на наредним Сусретима прикључили су се и покровитељи, прво Фабрика целулозе и папира Приједор, па онда и Рудник жељезне руде Љубија, који је био покровитељ Сусрета све до 1991. године. Од 1966. године у организовање Сусрета укључила се и Културно просвјетна заједница Приједор.
Од оснивања до данас, Књижевне сусрете на Козари карактеришу три периода који се разликују и по облику организовања и по концепцији.  
- од 1964. до 1973. године  на Козари су се окупљали млади писци и Сусрети су носили назив Скуп младих писаца БИХ „Козара”,
- од 1974. до 1992. године на Козару долазе најеминентнији писци тадашње Југославије и Сусрети су се одржавали под називом Сусрет књижевника Југославије на Козари,
- од 2001. године, Сусрети добијају данашњи назив и окупљају књижевне ствараоце српског језичког подручја.[3]

## Награде Сусрета
Од 1978. године Сусрети додељују своју Књижевну награду „Скендер Куленовић”, а од 2002. године додељује се и Награда „Књижевни вијенац Козаре” за животно дело. Први добитник награде „Скендер Куленовић” је Бранко Ћопић, а „Књижевни вијенац Козаре” Стеван Раичковић.

### Добитници награда
- 1978.

Бранко Ћопић - Добитник награде „Скендер Куленовић“ за целокупни књижевни опус
- 1979.

Родољуб Чолаковић - Добитник награде „Скендер Куленовић“ за целокупни књижевни опус
- 1980.

Јуре Каштелан - Добитник награде „Скендер Куленовић“ за поетски опус
- 1981.

Мишко Крањец - Добитник награде „Скендер Куленовић“ за изузетно остварење из области књижевности
- 1982.

Младен Ољача - Добитник награде „Скендер Куленовић“ за целокупни књижевни опус
- 1983.

Васко Попа - Добитник награде „Скендер Куленовић“ за новину у југословенској поезији
- 1984.

Михаило Лалић - Добитник награде „Скендер Куленовић“ за књижевно дело
- 1985.

Блаже Конески - Добитник награде „Скендер Куленовић“ за целокупни књижевни опус
- 1986.

Данило Киш - Добитник награде „Скендер Куленовић“
- 1987.

Ранко Маринковић - Добитник награде „Скендер Куленовић“
- 1989.

Дервиш Сушић - Добитник награде „Скендер Куленовић“ за најбољу књигу године
- 1990.

Душан Костић - Добитник награде „Скендер Куленовић“ за најбољу књигу године
- 1991.

Јара Рибникар - Добитник награде „Скендер Куленовић“ за целокупни књижевни опус
- 2001.

Љубомир Симовић - Добитник награде „Козара“ за књигу „Тачка”
- 2002.

Стеван Раичковић - Добитник награде „Књижевни вијенац Козаре“ за животно дело
Рајко Петров Ного - Добитник награде „Скендер Куленовић” за књигу године „Најлепше песме Р. П. Нога”
- 2003.

Ђорђо Сладоје - Добитник награде „Скендер Куленовић“ за књигу године „Душа са седам кора”
- 2004.

Ранко Рисојевић - Добитник награде „Скендер Куленовић“ за књигу године „Први свијет”
- 2005.

Светозар Кољевић - Добитник награде „Књижевни вијенац Козаре“ за животно дело
Ненад Грујичић - Добитник награде „Скендер Куленовић“ за књигу године „ Светлости и звуци”
- 2006.

Милосав Тешић - Добитник награде „Скендер Куленовић“ за књигу године „У тесном склопу”
- 2007.

Милован Марчетић - Добитник награде „Скендер Куленовић“ за књигу године „Ташкент”
- 2008.

Матија Бећковић - Добитник награде „Књижевни вијенац Козаре“ за животно дело
- 2009.

Мирослав Максимовић - Добитник награде „Скендер Куленовић“ за књигу године „77 сонета”
- 2010.

Дара Секулић - Добитник награде „Скендер Куленовић“ за књигу године „Го паук”
- 2011.

Драган Колунџија - Добитник награде „Књижевни вијенац Козаре“ за животно дело
- 2012.

Добрица Ерић - Добитник награде „Скендер Куленовић“ за књигу године „Моји рођаци из долине цвећа”
- 2013.

Ранко Павловић - Добитник награде „Скендер Куленовић“ за књигу године „Дубље од слутње”
- 2014.

Љубивоје Ршумовић - Добитник награде „Књижевни вијенац Козаре“ за животно дело
- 2015.

Никола Вујчић - Добитник награде „Скендер Куленовић“ за књигу године „Сведочење”
- 2016.

Зоран Костић - Добитник награде „Скендер Куленовић“ за књигу године „Таче печат”
- 2017.

Милован Данојлић - Добитник награде „Књижевни вијенац Козаре“ за животно дело
- 2018.

Здравко Миовчић - Добитник награде „Скендер Куленовић“ за књигу године „Шта је душа скупила”
- 2019.

Душан Ковачевић - Добитник награде “Књижевни вијенац Козаре” за животно дело
- 2020.

Драгослав Михаиловић - Добитник награде “Скендер Куленовић-Књижевни вијенац Козаре” за животно дело
- 2021.

Ђорђе Нешић - Добитник награде “Скендер Куленовић-Књижевни вијенац Козаре” за животно дело

## Издавачка делатност
Издавачка делатност Сусрета покренута је одлуком на 45. књижевним сусретима на Козари, на седници одржаној 17. новембра 2017. године, када је именован и Уређивачки одбор. Циљ ове одлуке је био да се ова књижевна манифестација обогати и убудуће прати са одговарајућом књижевном едицијом.
Уређивачки одбор  је одлучио да едиција има три линије (стилски и графички различите само у нијансама) под називом:
- Овјенчани, посвећена лауреатима,
- Трагови, пратиће учеснике Сусрета, све оне писце који су у прошлости долазили на књижевну Козару,
- Свједочења, биће усмјерена ка ретким, необичним, али значајним литерарним и уметничким појавама и догађајима, који се могу довести у везу са Сусретима.

Намера је да се у сваком годишњем колу објаве две или три књиге из линије Овјенчани, те да се сваке друге или треће године појави по једна књига Трагова и Свједочења.